# Dovhînîci, Ovruci
Dovhînîci (în ucraineană Довгиничі) este un sat în comuna Șolomkî din raionul Ovruci, regiunea Jîtomîr, Ucraina.

## Demografie
Componența lingvistică a localității Dovhînîci
     Ucraineană (100%)
Conform recensământului din 2001, toată populația localității Dovhînîci era vorbitoare de ucraineană (100%).